# Хари Потер и Камен мудрости (филм)
Хари Потер и Камен мудрости (енгл. Harry Potter and the Philosopher's Stone) британско-амерички је фантастични филм из 2001. у режији Криса Коламбуса и продукцији Дејвида Хејмана, са сценаријом Стива Кловса, базиран на истоименом роману из 1997. ауторке Џеј-Кеј Роулинг. Ово је први део серијала филмова о Харију Потеру. Главне улоге у филму играли су Данијел Радклиф као Хари Потер, Руперт Гринт као Рон Визли и Ема Вотсон као Хермиона Грејнџер. Прича прати Харијеву прву годину на Хогвортској школи за чаробњаштво и вештичарење где открива да је он познати чаробњак и започиње своје формално чаробњачко образовање.
Warner Bros. Pictures је 1999. за милион фунти купио филмска права на књигу. Продукција је почела 2000. године у Уједињеном Краљевству, а за режисера филма изабран је Крис Коламбус, са листе потенцијалних режисера међу којима су били и Стивен Спилберг и Роб Рајнер. Роулингова је инсистирала да цела глумачка постава буде сачињена од Британаца и Ираца, а три главне улоге изабране су у августу 2000. након позива на отворен кастинг. Снимање се одвијало од септембра 2000. до марта 2001. године у Leavesden Film Studios-у и историјским грађевинама широм Уједињеног Краљевства.
Филм је пуштен у британским и ирским биоскопима 10. и 11. новембра 2001. као дводневна претпремијера. Премијера филма одржана је 16. новембра у САД-у, Канади и Тајвану, као и званично у Уједињеном Краљевству и Ирској. Филм је постао критички и комерцијално успешан, са зарадом од 974 милиона долара широм света током премијерног приказивања и преко милијарду долара током поновних емитовања. Постао је филм са највећом зарадом 2001. и други филм са највећом зарадом у то време. Филм је номинован за многе награде, укључујући и Оскара за најбољу оригиналну музику, најбољу сценографију и најбољу костимографију. Уследило је седам наставака, од којих је следећи Хари Потер и Дворана тајни (2002), а последњи Хари Потер и реликвије Смрти 2 (2011).

## Радња
Касно једне ноћи, Албус Дамблдор и Минерва Мек Гонагал, професори на Хогвортској школи за чаробњаштво и вештичарење, заједно са школским чуварем кључева Рубијусом Хагридом, доносе бебу чаробњака по имену Хари Потер његовим нормалским тетки и течи — Петунији и Вернону Дарслију — његовим јединим живим рођацима.
Десет година касније, непосредно пред Харијев једанаести рођендан, сове почињу да достављају писма упућена њему. Дарслијеви одлучно одбијају да дозволе Харију да отвори било које и одлазе у једну колибу на острву усред мора, где долази Хагрид да Харију лично уручи писмо, у којем он сазнаје да је примљен на Хогвортс. Хагрид такође открива Харију да је његове родитеље, Џејмса и Лили, убио мрачни чаробњак Лорд Волдемор. Убилачка клетва коју је Волдемор бацио на Харија се одбила, уништивши Волдеморово тело и оставивши Харију ожиљак у облику муње на челу. Хагрид је затим одвео Харија у Дијагон Алеју како би купио све потрепштине за школу и поклонио му љубимца снежну сову којој је дао име Хедвига. Хари је купио штапић који је повезан са Волдеморовим штапићем.
На станици Кингс Крос, Хари се укрцао у воз Хогвортс експрес, и током путовања упознао Рона Визлија и Хермиону Грејнџер. Стигавши на Хогвортс, Хари је упознао и Драка Мелфоја, дечака из богате чаробњачке породице са којим је одмах формирао ривалство. Ученици се окупљају у великој сали где Шешир за разврставање сортира ученике прве године у четири одговарајуће куће — Грифиндор, Хафлпаф, Рејвенкло и Слитерин. Хари је смештен у Грифиндор заједно са Роном и Хермионом, док је Драко смештен у Слитерин — кућу познату по мрачним чаробњацима.
Временом, Хари сазнаје више о својим родитељима и Волдемору, а његов урођени таленат за летење метлом доводи до тога да Хари постаје члан грифиндорског квидичког тима као најмлађи трагач у читавом веку. Једне ноћи, на путу до грифиндорске куле, степениште је променило путању и одвело Харија, Рона и Хермиону на трећи спрат, који је забрањен ученицима. Њих троје тамо откривају џиновског троглавог пса Флафија и уплашени беже. На Ноћ вештица, Рон вређа Хермиону након што се показала добром на часу чини. Чувши га, она проводи цело поподне плачући у женском тоалету. Те вечери, џиновски планински трол упада у тај тоалет, али Хари и Рон спашавају Хермиону након чега су се помирили и постали блиски пријатељи, јер је Хермиона преузела кривицу за инцидент рекавши да је отишла да тражи трола.
Њих троје откривају да Флафи чува Камен мудрости — магични објекат који може да претвори било који метал у злато и створити еликсир бесмртности. Хари сумња да Северус Снејп, професор напитака и главешина Слитерина, покушава да украде камен како би вратио Волдемора у његов физички облик. Након што им Хагрид случајно открива да музика успављује Флафија, Хари, Рон и Хермиона одлучују да те ноћи пронађу камен пре Снејпа. На путу до тамо наилазе на већ успаваног Флафија, али се суочавају са другим препрекама — смртоносном биљком званом ђавоља замка, собом испуњеном агресивним летећим кључевима и огромном игром чаробњачког у којој Рон завршава онесвешћен.
Након што је прошао све препреке, Хари открива да је професор одбране од мрачних вештина Квирел тај који покушава да украде камен, а да је Снејп све време покушавао да га спречи, успут штитећи Харија. Квирел одмотава свој турбан и открива слабог Волдемора, који живи на задњој страни његове главе. Због чини коју је Дамблдор бацио, Хари налази камен у свом џепу. Волдемор покушава да наговори Харија да мења камен у замену за оживљавање његових родитеља, али Хари схвата да је у питању замка и одбија. Квирел тада покушава да убије Харија, међутим он умире након што Хари својим додиром спаљује његову кожу. Од Квирела остаје само пепео, а Волдеморова душа се успиње из пепела и бежи, успут онесвестивши Харија.
Хари се буди у болничком крилу и Дамблдор му објашњава да је камен уништен и да су Рон и Хермиона на безбедном. Такође му и објашњава како је успео да победи Квирела — Лили је умрла како би спасила Харија, тако да је њена жртва створила заштитничку чин против Волдемора, базирану на љубави. На крају школске године, Хари, Рон и Хермиона бивају награђени додатним поенима због својих херојских дела, изједначавајући Грифиндор са Слитерином; Дамблдор потом додељује још 10 поена Невилу Лонгботому јер је покушао да се супротстави Харију, Рону и Хермиони у кршењу правила и тиме Грифиндор осваја Пехар куће. Хари се враћа Дарслијевима за летњи распуст, срећан што коначно има прави дом — Хогвортс.

## Улоге
- Данијел Радклиф као Хари Потер — једанаестогодишњи дечак, сироче које живи са својим тетком, течом и рођаком. Након што је добио писмо у којем је обавештен да је примљен на Хогвортску школу за чаробњаштво и вештичарење, Хари открива да је познат у свету чаробњака и вештица јер је преживео смртоносну клетву коју је мрачни чаробњак Лорд Волдемор покушао да баци на њега, непосредно након што је убио његове родитеље. Коламбус је желео Радклифа за улогу Харија од како га је видео у BBC-јевом телевизијском филму Дејвид Коперфилд, али му је директорка кастинга Сузи Фигис рекла да му Радклифови заштитнички настројени родитељи неће дозволити да прихвати улогу.[6] Коламбус је истакао да је његова упорност у давању улоге Радклифу била одговорна за Фигисину оставку.[6] Хејман и Кловс су замолили Радклифа да се појави на аудицији, када су упознали њега и његове родитеље на продукцији представе Stones in His Pockets у Лондону.[7] Хејман и Коламбус су успели да убеде његове родитеље да ће њихов син бити заштићен од медијског узнемиравања, након чега су му они дозволили да прихвати улогу Харија.[6] Роулингова је изјавила да „Крис Коламбус није могао да нађе бољег Харија.”[8] Радклиф је наводно плаћен милион фунти, иако је сматрао да му хонорар „није толико важан”.[9]
- Руперт Гринт као Рон Визли — Харијев најбољи пријатељ на Хогвортсу и најмлађи син чаробњачке породице Визли. Пошто је био обожавалац серијала, Гринт је сматрао да би био савршен за улогу Рона „због риђе косе”.[9] Након што је видео репортажу Newsround-а о отвореном кастингу, послао је видео себе како репује о томе како жели да добије улогу. Његов покушај је био успешан јер је кастинг тим желео састанак са њим.[9]
- Ема Вотсон као Хермиона Грејнџер — Харијева најбоља пријатељица и најпаметнија вештица своје доби. Вотсонина професорка глуме на Оксфорду је проследила њено име агентима за кастинг, након чега је Вотсонова морала да уради више од пет интервјуа пре но што је добила улогу.[10] Вотсонова је аудицију схватила озмиљно, али „није мислила да има икакве шансе да добије улогу.”[9] Продуценти су били импресионирани Вотсониним самопоуздањем и она је надмашила хиљаде других девојака које су се пријавиле.[11]
- Роби Колтрејн као Рубијус Хагрид — полуџин и Хогвортски чувар кључева. Колтрејн је био један од двоје глумаца које је Роулингова највише желела у филму, поред Меги Смит у улози Мек Гонагалове.[12][13] Колтрејн је био обожавалац серијала књига, а за улогу се припремао тако што је са Роулинговом разговарао о Хагридовој прошлости и будућности.[14][15]
- Ричард Харис као Албус Дамблдор — директор Хогвортса и један од најпознатијих и најмоћнијих чаробњака свих времена. Харис је првобитно одбио улогу, али је ту одлуку променио након што му је унука рекла да никад више неће причати са њим ако не прихвати улогу.[16][17][18]
- Меги Смит као Минерва Мек Гонагал — главешина Грифиндора и професорка преображавања на Хогвортсу. Смитова је била једна од двоје глумаца које је Роулингова највише желела у филму, поред Колтрејна у улози Хагрида.[12]
- Ијан Харт као професор Квирел — муцави професор одбране од мрачних вештина на Хогвортсу.[19] Харт је такође и позајмио глас Лорду Волдемору,[20] док је Ричард Бремер послужио за улогу маскиране фигуре Волдемора приказане у флешбеку.[20][21]
- Том Фелтон као Драко Мелфој — ученик прве године распоређен у Слитерин и Харијев ривал.[22]
- Алан Рикман као Северус Снејп — главешина Слитерина и професор напитака на Хогвортсу.
- Ричард Грифитс као Вернон Дарсли — Харијев теча нормалац.[19]
- Метју Луис као Невил Лонгботом — ученик прве године распоређен у Грифиндор.[23]
- Џон Херт као г. Оливандер — високо цењени произвођач штапића и продавац истих у Дијагон Алеји.[19]
- Фиона Шо као Петунија Дарсли — Харијева нормалска тетка.[19]
- Хари Мелинг као Дадли Дарсли — Харијев рођак, син Вернона и Петуније Дарсли.
- Шон Бигерстаф као Оливер Дрвце — капитен и чувар у Грифиндорском квидичком тиму.[24]

У филму се појављују и Лесли Филипс који даје глас Шеширу за разврставање; Зои Вонамејкер у улози Мадам Бућкуриш — Хогвортске инструкторке летења и судије школских квидичких мечева; Девон Мари као Шејмус Финиган — ученик прве године распоређен у Грифиндор. Крис Ранкин је играо Персија Визлија — грифиндорског префекта, а његову браћу близанце Фреда и Џорџа Визлија играли су близанци Џејмс и Оливер Фелпс. Глас кентауру Фирензију дао је Реј Фирон; Грифиндорца првака Дина Томаса играо је Алфред Инок; а улогу Хогвортског домара Аргуса Филча имао је Дејвид Бредли. Џералдина Самервил и Адријан Ролинс играли су Харијеве родитеље — Лили и Џејмса Потера; Ворвик Дејвис је играо Филијуса Флитвика, главешину Рејвенклоа и професора чини на Хогвортсу и главног гоблина у Гринготсу, а такође је и позајмио глас Грипхуку, којег је играо Верн Тројер. Џон Клиз је играо Скоро Обезглављеног Ника — духа грифиндорске куће; Лук Јангблад је играо Лија Џордана; Џејми Јејтс је био у улози Маркуса Флинта; а Мелфојеве пријатеље Креба и Гојла играли су Џејми Вејлет и Џошуа Хердман. Гониче грифиндорског квидичког тима — Алисију Спинет, Ангелину Џонсон и Кети Бел — играле су Лајла Садерланд, Данијела Тејбор и Емили Дејл; Џули Волтерс је била у улози Моли Визли — Ронове мајке, која је у филму показала Харију како да дође на перон 9 3⁄4, а њену ћерку Џини Визли играла је Бони Рајт. Дебелу Даму — слику која служи као улаз у грифиндорску заједничку собу — играла је Елизабет Спригс, а Тома — крчмара „Пробушеног котла” — играо је Дерек Дедман.

## Продукција

### Развој
Продуцент Дејвид Хејман је 1997. године тражио дечју књигу која би се могла адаптирати у добро прихваћен филм. Планирао је да продуцира роман The Ogre Downstairs Дајане Вин Џоунс, али су му планови пропали. Његов тим у Heyday Films-у је тада предложио Хари Потер и Камен мудрости, за шта је његов асистент веровао да је „одлична идеја.” Хејман је идеју представио Warner Bros.-у, а Роулингова је 1999. компанији продала право на прве четири књиге о Харију Потеру за милион фунти. Роулингова је од Хејмана захтевала да глумци стриктно буду Британци и Ирци, а не да глуме странци, осим ако то није неопходно — као за филм Хари Потер и Ватрени пехар (2005) у којем су француски и источноевропски глумци глумили ликове из тих земаља. Роулингова је оклевала да прода права на ликове Warner Bros.-у јер „није желела да им да контролу над остатком приче”, што би им омогућило да праве наставке који нису писани од стране ауторке.
Иако је Стивен Спилберг у почетку преговарао за улогу режисера филма, он је ипак одбио понуду. Спилберг је наводно желео да роман буде адаптиран у анимирани филм, са америчким глумцем Хејлијем Џоелом Осментом који би дао глас Харију Потеру, или филм који такође укључује и елементе из наредних књига. Спилберг је тврдио да је, по његовом мишљењу, то било као „пуцање патака у бурету. То је само закуцавање. То је као да подигнете милијарду долара и ставите их на свој лични банковни рачун. Нема изазова.” Роулингова тврди да није имала никакву улогу у одабиру режисера за филмове и да „свако ко мисли да бих могла (или желела) да га [Спилберга] одбијем треба да провери своје брзоцитатно перо.” Хејман је изјавио да је Спилберг уместо Харија Потера одлучио да режира филм Вештачка интелигенција.

„Хари Потер је врста ванвременског књижевног достигнућа које се дешава једном у животу. Пошто су књиге изазвале тако страствене следбенике широм света, било нам је важно да пронађемо режисера који има афинитета и за децу и за магију. Не могу да се сетим никог идеалнијег за овај посао од Криса.”

—Лоренцо ди Бонавентура
Након што је Спилберг напустио пројекат, започели су разговори са другим режисерима, укључујући Криса Коламбуса, Терија Гилијама, Џонатана Демија, Мајкла Њуела (који ће касније режирати четврти филм), Алана Паркера, Волфганга Петерсена, Роба Рајнера, Ајвана Рајтмана, Тима Робинса, Бреда Силберлинга, М. Најта Шјамалана и Питера Вира. Петерсен и Рајнер су се повукли у марту 2000. године, тако да је избор био сужен на Силберлинга, Коламбуса, Паркера и Гилијама. Ауторкин избор је био Тери Гилијам, али је Warner Bros. изабрао Криса Коламбуса, наводећи да су на њихову одлуку утицали други породични филмови које је Коламбус режирао — Сам у кући (1990) и Госпођа Даутфајер (1993). Коламбус је постао обожаватељ серијала књига након што га је ћерка натерала да прочита прва три дела, што га је навело да позове свог агента како би му овај уговорио састанак са Warner Bros.-ом у жељи да режира филм. Када му је агент рекао да најмање 25 других режисера жели да управља пројектом, Коламбус је од свог агента затражио да се постара да његов састанак буде последњи како би могао да остави „трајни утисак” и да буде „најсвежија особа у њиховом сећању”. Током двонедељног чекања, Коламбус је написао режисерску верзију сценарија од 130 страница како би приказао своју визију тока филма. На дан састанка са руководиоцима Warner Bros.-а, међу којима је био и Алана Ф. Хорна, Коламбус је одржао „страствени 45-минутни говор” и показао им свој сценарио са додатним белешкама на њему. Неколико недеља касније, студио је обавестио Коламбуса да је добио посао и послао га у Шкотску да се састане са Роулинговом и Хејманом. Коламбус је два сата износио своју визију филма, наводећи да жели да нормалске сцене буду „суморне и досадне”, а да оне смештене у чаробњачком свету „буду пуне боја, расположења и детаља.” Инспирацију је добио у Дејвид Линовој адаптацији филмова Велика очекивања (1946) и Оливер Твист (1948), желећи да користи „ту врсту таме, тај квалитет кинематографије,” а такође је био инспирисан и дизајном боја у филмовима Оливер! (1968) и Кум (1972).
Стив Кловс је изабран за писање сценарија. Он је адаптацију књиге описао „тешком”, јер „није била погодна за адаптирање, као ни наредне две књиге.” Кловс је од Warner Bros.-а често добијао синописе књига које су требале да се адаптирају у филмове — које „скоро никад није читао” — али је Хари Потер био веома утицајан за њега. Изашао је и купио књигу, и одмах је постао обожаватељ серијала. У разговору са Warner Bros.-ом је изјавио да филм мора да буде британски и да мора верно да испрати ликове. Кловс је био нервозан када се први пут састао са Роулинговом јер није желео да она помисли да ће он „уништити њену бебу.” Роулингова је признала да је „стварно била спремна да замрзи тог Стива Кловса,” али се онда присетила свог првог сусрета са њим: „Први пут када сам га срела, рекао ми је, ’Знаш ли ко је мој омиљени лик?’ И помислила сам, рећи ћеш Рон. Знам да ћеш рећи Рон. Али он је рекао ’Хермиона.’ И једноставно сам се истопила.” Роулингова је добила велику слободу у креативној контроли — аранжман који Коламбусу није сметао.
Warner Bros. је првобитно планирао да филм објави током викенда 4. јула 2001, што би омогућило кратак период продукције, због чега се неколико кандидованих режисера повукло из избора. Због временског ограничења, одлучено је да филм ипак буде приказан 16. новембра 2001. године.

### Кастинг
Роулингова је инсистирала да глумачка постава буде сачињена од Британаца. Сузи Фигис је именована за директорку кастинга, радећи са Коламбусом и Роулинговом на аудицији за три главна лика — Харија, Рона и Хермиону. Одржан је отворен кастинг за три главне улоге, уз разматрање само британске деце. Главне аудиције су се састојале из три дела — присутни су прво морали да прочитају страницу из романа, затим да импровизују сцену доласка ученика на Хогвортс и на крају да прочитају неколико страница из сценарија пред Коламбусом. На аудицији су коришћене и сцене из Коламбусовог сценарија за филм Млади Шерлок Холмс (1985). Фигисова је 11. јула 2000. напустила продукцију, жалећи се да Коламбус ниједно од хиљаде деце које су саслушали није сматрао „достојним”. Током августа 2000, Алан Рикман и Ричард Харис су били у завршним преговорима за улоге Северуса Снејпа и Албуса Дамблдора, што је потврђено касније тог месеца. Тим Рот је био први избор за улогу Снејпа, али је ипак одбио понуду због филма Планета мајмуна. Ауторкини фаворити за улоге Минерве Мек Гонагал и Рубијуса Хагрида — Меги Смит и Роби Колтрејн — добили су улоге 14. августа 2000. године. Како је Фигисова изјавила, Робин Вилијамс је био заинтересован за учешће у филму, али је одбијен за улогу Хагрида због правила „само Британци и Ирци” којег се Коламбус придржавао. Данијел Радклиф, Руперт Гринт и Ема Вотсон су 21. августа 2000. године изабрани за улоге Харија Потера, Рона Визлија и Хермионе Грејнџер. Том Фелтон, Лијам Ејкен и Вилијам Мозли, који је касније добио улогу Питера Певенсија у серијалу Летописи Нарније, такође су били на аудицији за улогу Харија Потера. Хети Џоунс, која је играла главну улогу у филму Madeline (1998), разматрана је за улогу Хермионе Грејнџер и била је на аудицији заједно са Вотсоновом. Томас Броди Сангстер је био на аудицији за Рона Визлија, али је одбијен. Џули Волтерс и Џон Клиз су се у новембру 2000. године придружили глумачкој постави у улогама Моли Визли и Скоро Обезглављеног Ника. Дејвид Тјулис је био на аудицији за Квирела; касније ће добити улогу Ремуса Лупина у филму Хари Потер и затвореник из Аскабана.	Ауторка романа, Џеј-Кеј Роулинг, разматрана је за улогу Харијеве мајке, Лили Потер, али је улогу ипак добила Џералдина Самервил.

### Снимање
Два званичника британске филмске индустрије затражила су да се филм снима у Уједињеном Краљевству, нудећи своју помоћ у обезбеђивању локација за снимање, употребу Leavesden Film Studios-а, као и промену британског закона о дечијем раду (додавањем малог броја радних сати недељно и чинећи време школовања током снимања флексибилнијим). Warner Bros. је прихватио њихов предлог. Главно снимање је почело 29. септембра 2000. у Leavesden Film Studios-у. Снимање на Гоутландској железничкој станици (Северни Јоркшир) одржано је 2. октобра 2000. Кентерберијска катедрала и шкотски замак „Inverailort” били су потенцијалне локације за снимање Хогвортса; Кентерберијска катедрала је одбила понуду Warner Bros.-а због забринутости око „паганске” теме филма. Замак Алнвик и Глостерска катедрала су на крају изабрани за главне локације Хогвортса, а неке сцене су снимане и у хероуској школи. Остале хогвортске сцене су снимане у Дурхамској катедрали у периоду од две недеље; оне су укључивале приказ ходника и неке сцене из учионица. Школа „Divinity” оксфордског универзитета послужила је као хогвортско болничко крило, а библиотека војводе Хемфрија (део Бодлеане) коришћена је као хогвортска библиотека. Сцене из Шимширове улице су снимљене у улици Picket Post Close у Бракнелу (Беркшир). Снимање улице трајало је два уместо планираног једног дана, па су сходно томе повећане и исплате станарима улице. Снимање свих накнадних сцена смештених у Шимшировој улици одвијало се на изграђеном сету у Leavesden Film Studios-у, што се показало јефтинијим од снимања на оригиналној локацији. Аустралијска кућа у Лондону је послужила као локација Гринготса, а Христова црква (Оксфорд) као хогвортска соба са трофејима. Лондонски зоолошки врт је коришћен као локација за сцену у којој је Хари случајно нахушкао змију на Дадлија, а коришћена је и права станица Кингс Крос за сцене на тој локацији. Снимање је завршено 23. марта 2001, а завршни радови су обављени у јулу 2001. године.
Пошто је амерички назив филма био другачији од британског, све сцене у којима се спомиње камен мудрости морале су бити снимљене два пута — једном су глумци изговарали „philosopher's stone”, а други пут „sorcerer's stone”. Деца су снимала четири сата, а затим су радила школске задатке три сата. Радклиф је првобитно требало да носи зелена контактна сочива јер су му очи плаве, а не зелене као Харијеве, али су му сочива изазвала екстремну иритацију. Након конслутације са Роулинговом, договорено је да Хари може да има плаве очи.
Парна машина коришћена у филму као Хогвортс експрес била је GWR 4900 Class 5972 Olton Hall. Како би промовисала књигу, локомотива јужне железнице 34027 Taw Valley је префарбана и привремено преименована, али ју је режисер Крис Коламбус одбио јер је изгледала „превише модерно” за филм.

### Дизајн и специјални ефекти
Јудијана Маковски је била костимографкиња филма. Она је редизајнирала квидичке дресове — у почетку је планирала да користи оне приказане на корицама америчке верзије књиге, али их је сматрала „нередом.” Уместо тога, квидичке играче је обукла у „фенси џемпере, мачевалачке панталоне из 19. века и штитнике за руке.” Дизајнер продукције Стјуарт Крејг је изградио сетове у Leavesden Studios-у, међу којима је и онај за хогвортску велику салу, која се базирала на многим енглексим катедралама. Иако је замољен да користи постојећу стару улицу за снимање сцена у Дијагон Алеји, Крејг је одлучио да направи споствени сет, за који је користио тjудорску, џорџијанску и архитектуру краљице Ане.
Коламбус је првобитно планирао да користи аниматронику и CGI анимацију за приказ магичних створења, укључујући и Флафија. Ник Дадман, који је радио на филму Ратови звезда: Епизода I — Фантомска претња, добио је задатак да направи потребну протетику, а компанија Jim Henson's Creature Shop је била задужена за стварање ефеката створења. Џон Копингер је изјавио да су магична створења која су требала да буду створена морала бити дизајнирана више пута. Филм садржи скоро 600 специјалних ефеката, у чијем стварању су учествовале бројне компаније. Компанија Industrial Light & Magic је створила лице Лорда Волдемора на полеђини Квирелове главе, компанија Rhythm & Hues је анимирала Норберта (Хагридову бебу змаја), а Sony Pictures Imageworks је радио на квидичким сценама.

### Музика
За композитора филма изабран је Џон Вилијамс, који је претходно сарађивао са Коламбусом на филмовима Сам у кући и Сам у кући 2: Изгубљен у Њујорку. Вилијамс је музику искомпоновао у својим домовима у САД-у пре но што ју је снимио у Лондону у септембру 2001. године. Главна музичка тема филма је Hedwig's Theme, која се касније појавила и у осталим деловима. Први избор за композитора филма био је Џејмс Хорнер, који је одбио понуду.

## Разлике у односу на књигу
Коламбус се редовно конслутовао са Роулинговом како би се постарао да и најмањи детаљи буду тачни. Кловс је филм описао као „заиста веран” књизи, а дијалоге које је додавао је Роулингова прво требало да одобри. Један од дијалога који је првобитно требало да буде укључен у филм је морао да уклони, након што му је Роулингова рекла да би то било контрадикторно догађају у тада необјављеном петом роману о Харију Потери — Хари Потер и Ред феникса.
Неколико ликова је уклоњено из филмске верзије, од којих је најистакнутији полтергајст Пивс. Улогу Пивса је добио Рик Мејол, али су сцене у којима се он појављује избачене из филма и никад нису објављене. Прво поглавље књиге, испричано из угла Вернона и Петуније Дарсли, изостављено је у филму. Први сусрет Харија и Драка у Мадам Аљкавушиној радњи за одоре и њихов поноћни двобој нису приказани. У филму, одговорност за одвођење Норберта је преписана Дамблдору, док су у књизи Хари и Хермиона морали ручно да га однесу пријатељима Чарлија Визлија. Ово је изазвало и промену заплета о њиховој казни — у књизи, Филч хвата Харија и Хермиону како напуштају астрономски торањ и ставља их на казну са Невилом и Мелфојем, док у филму Хари, Рон и Хермиона добијају казну након што их Мелфој проналази у Хагридовој колиби у касно доба ноћи. Кловс је рекао да је ово „део књиге за који је [Роулингова] осећала да се лако може променити”. Терен за квидич је измењен из традиционалног стадиона у отворени терен окружен кулама за гледаоце.

## Дистрибуција

### Маркетинг
Први тизер постер филма је објављен 1. децембра 2000, а први тизер трејлер је приказан 2. марта 2001. године у биоскопима током пројекције филма Види Спота како трчи. Видео-игру базирану на филму објавила је компанија Electronic Arts 15. новембра 2001. за неколико различитих конзоли. Порт за игру, за GameCube, PlayStation 2 и Xbox, објављен је 2003. године. Компанија Mattel је добила дозволу за производњу играчака базираних на филму, које би се продавале искључиво у Warner Brothers радњама. Hasbro је такође стварао производе базиране на филму, укључујући и слаткише приказане у филму. Warner Bros. је такође потписао уговор и са кока-колом, у вредности од 150 милиона долара у сврху промоције филма. Lego је произвео серијал комплета базираних на зградама и сценама из филма, као и Lego Creator видео-игру.

### Премијера
Светска премијера филма одржана је 4. новембра 2001. у Odeon Leicester Square-у у Лондону, а биоскоп је уређен тако да личи на Хогвортс.
Филм је имао претпремијеру на 1.137 екрана у 491 биоскопу 10. и 11. новембра 2001. године. Филм је званично пуштен у биоскопима широм света 16. новембра 2001, на 1.168 екрана у 507 биоскопа у Уједињеном Краљевству и Ирској; као и у 3.672 биоскопа у САД-у и Канади. Филм је био један од најприказиванијих у биоскопима широм Уједињеног Краљевства и САД-а у то време.

### Кућна издања
Хари Потер и Камен мудрости је прво објављен на VHS и DVD формату 11. маја 2002. године у Уједињеном Краљевству и 28. маја 2002. у САД-у. 
Од маја до јуна 2002, филм је продат у преко 10 милиона примерака, од чега је око 60% било у DVD формату. Зарадио је преко 19,1 милиона долара на изнајмљивање, престигавши Паклене улице у категорији најизнајмљиванијег DVD издања неког филма. Овај рекорд је премашио филм Борнов идентитет у јануару 2003. године.
У децембру 2009, објављено је „ултимативно издање” на четири диска, са седам минута избрисаних сцена, дугометражним специјалом Creating the World of Harry Potter Part 1: The Magic Begins и књижицом са тврдим повезом од 48 страна. Филм је поново објављен на DVD-у као део комплета Harry Potter: The Complete 8-Film Collection од 8 дискова који је објављен у новембру 2011, као и на Blu-ray диску у априлу 2014. године, као део комплета Hogwarts Collection који чини 31 диск. Објављен је и на UHD Blu-ray-у као део комплета Harry Potter: 8-Film Collection од 16 дискова, у новембру 2017.